# Protylopus
Protylopus és un gènere extint de mamífers artiodàctils de la família dels oromerícids que visqueren entre mitjans i finals de l'Eocè, fa entre 45 i 40 milions d'anys a Nord-amèrica.
Es tracta del camell més antic que es coneix i el més petit, amb una longitud de 80 cm i un pes de 26 kg. Per les seves dents, és possible que s'alimentés de fulles tendres. Les potes davanteres de Protylopus eren més curtes que les posteriors i comptaven amb quatre dits. Les potes posteriors també comptaven amb quatre dits, encara que la major part del pes es recolzava en el tercer i la cambra, per la qual cosa es podria elevar sobre les potes posteriors per alimentar-se, com l'antílop girafa actual.